# Zefyrinus
Svatý Zefyrinus (Zephyrinus, † 20. prosince 217) byl 15. papežem katolické církve v letech 199 až 217. Jeho pontifikát tak trval téměř dvacet let. V úřadu římského biskupa nahradil svatého Viktora I. Poté, co 20. prosince 217 v Římě zemřel, jej na papežském stolci vystřídal jeho hlavní poradce, sv. Kalixtus I.

## Život
V průběhu Zefyrinova pontifikátu v Římské říši výrazně vzrostlo pronásledování křesťanů. Císařem byl v té době Septimius Severus, který vynakládal značné úsilí na to, aby sjednotil říši pod jedním náboženstvím. V roce 202 vydal dokonce edikt, který pod přísnými tresty zakazoval konversi ke křesťanství.
Dalším problémem, kterému Zefyrinus musel – podobně jako jeho předchůdci – čelit, bylo rostoucí množství heretiků. Již jeho předchůdci bojovali zejména s gnosticismem a markionismem. Nyní se vynořil jako další směr monarchianismus a ve vyostřené podobě patripassionismus. Zastánci tohoto směru neuznávali rozlišení božské podstaty na tři osoby – Otce, Syna a Ducha svatého – a hlásali, že Bůh je pouze jeden. Papež toto učení sice odsoudil, ale důrazněji proti němu nezakročil.
Svatý Zefyrinus mimo jiné ustanovil, že děti mají přistupovat k prvnímu svatému přijímání až ve čtrnácti letech, kdy jsou již schopné rozumově pochopit význam této události. Toto ustanovení bylo v církvi dodržováno až do počátku 20. století, kdy papež sv. Pius X. snížil věkovou hranici na 7 let.
Mezi papežovými kritiky nejdůrazněji vystupoval sv. Hippolytus. Zefyrina popisoval jako prostého nevzdělaného muže bez praxe v církevních záležitostech, který se nechá ovládat svým sekretářem Kalixtem. Obviňoval ho z laxního přístupu k vedení církve a z nedůsledného postupu vůči heretikům. Také papežovo rozhodnutí, že exkomunikovaní hříšníci (i heretici) se mohou vrátit do lůna církve, pokud prokážou účinnou lítost a přijmou přísné tresty za své prohřešky, bylo pro Hippolyta a jeho žáky zcela nepřijatelné. Po Zefyrinově smrti, když byl novým papežem zvolen sv. Kalixtus I., se spory vyostřily a došlo k prvnímu církevnímu schismatu (rozdělení církve).
Sv. Zefyrinus byl pochován v nadzemních prostorách Kalixtových katakomb v Římě a je prvním papežem, o kterém se s jistotou ví, kde je pohřben.
Památku svatého Zefyrina si katolická církev připomíná 20. prosince.